# دیان سورسکو
دیان سورسکو (انگلیسی: Deian Sorescu؛ زادهٔ ۲۹ اوت ۱۹۹۷) بازیکن فوتبال اهل رومانی است.
از باشگاه‌هایی که در آن بازی کرده‌است می‌توان به باشگاه فوتبال استوا بخارست، باشگاه فوتبال راکو چنتستوخووا، و باشگاه فوتبال دینامو بخارست اشاره کرد.
وی همچنین در تیم‌های ملی فوتبال زیر ۲۱ سال رومانی و رومانی بازی کرده‌است.